# ワダ

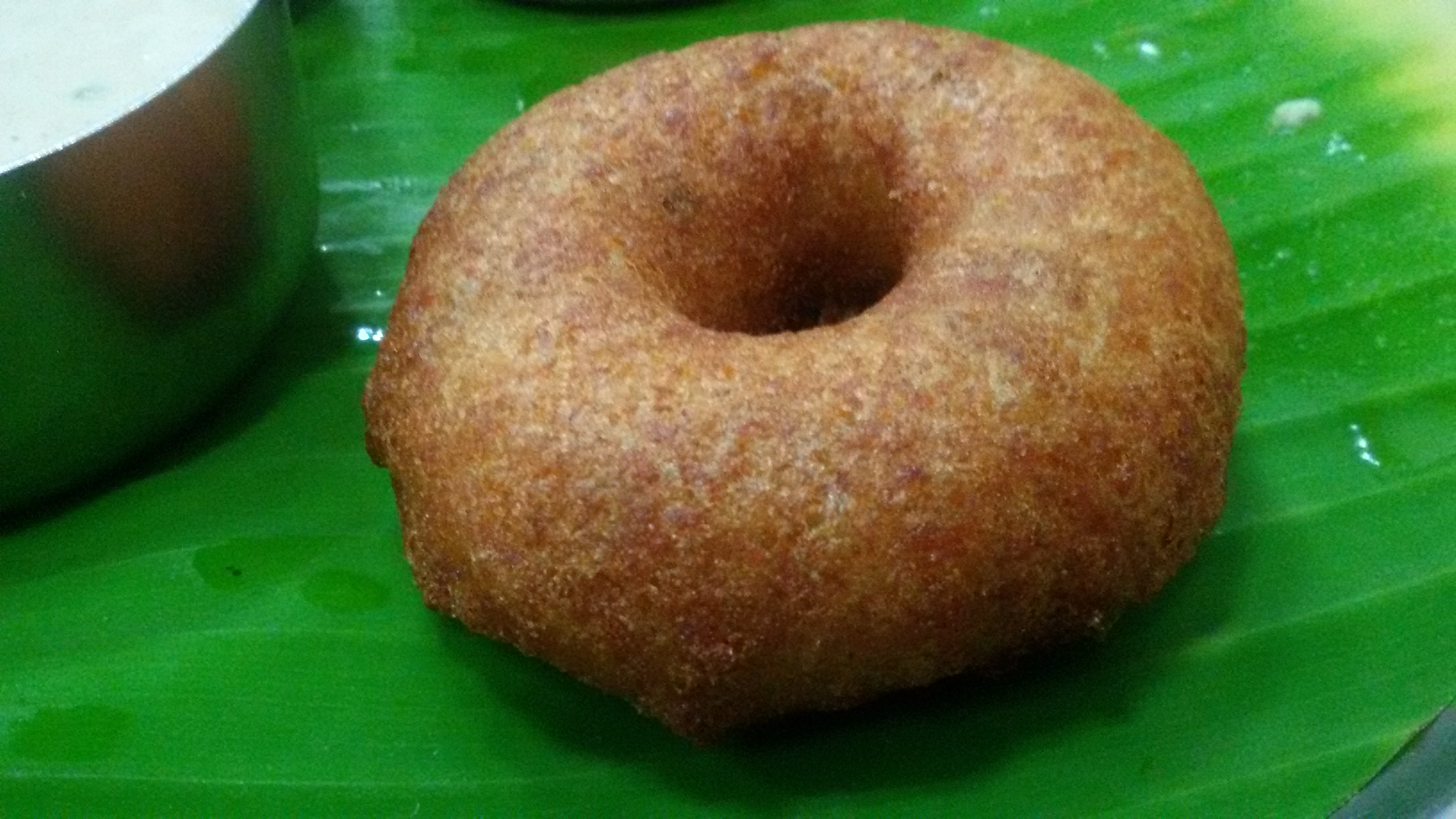
ワダの例

ワダ（vada）は、南インドで軽食として食されている豆生地のドーナツ。
ウラド豆をペースト状にして生地を作り、ドーナツ形に成形して揚げたもので、南インドの軽食（ティファン）として食される。
水溶きしてドーナツ生地を作るミックス粉も市販されている。